# Banco Internacional de Asia
El banco internacional de Asia Sociedad de Responsabilidad Limitada (en chino: 港基國際銀行有限公司) o IBA (código accionario anterior: SEHK: 636) fue adquirido por Grupo Fubon basado en Taiwán en 2004 y ahora opera bajo el nombre Banco Fubon (Hong Kong) Limitado (富邦銀行(香港)有限公司). Con anterioridad a la adquisición del IBA por el grupo Fubon, los accionistas primarios del Banco Internacional de Asia eran  la Corporación Bancaria Árabe (ABC) y el Grupo Everbright de China.

## Historia
El Banco internacional de Asia (IBA) fue originalmente establecido como Sun Hung Kai Compañía Financiera, el brazo financiaciero de Sun Hung Kai Títulos Financieros. El nombre Banco Sun Hung Kai fue adoptado en 1982, cuando recibió una licencia para abrir sucursales. Entre los accionistas originales del Banco Sun Hung Kai estuvieron Banque Paribas, Merrill Lynch y la familia de Fung King-Hey (el fundador de Sun Hung Kai Títulos Financieros).
En 1985 Ahmet D. Arsan, Jefe para Asia de la Corporación Bancaria Árabe (ABC), acordó la adquisición por parte de la ABC del 75% del Banco Sun Hung Kai, el cual, en ese momento, sufría resultados sub-óptimos y estaba en el momento oportuno para ser adquirido.  Arsan era un influyente banquero turco-estadounidense quien había sido contratado por la ABC en 1982 para encabezar el departamento Asia del Pacífico de la ABC, después de su éxito, unos años antes, en establecer el departamento Asia del Pacífico del First Chicago (ahora JPMorgan Asia). Inmediatamente después de la adquisicón en 1985 del Banco Sun Hung Kai por la ABC, Arsan hizo cambios drásticos en el banco, desde renovar el equipo de administración ejecutivo y la mayoría del personal del banco, hasta el cambio del conjunto entero de los procedimientos operativos del banco, en los que todos los empleados fueron entrenados.  En 1986 Arsan cambió el nombre de la institución y renovó la imagen de la organización como Banco Internacional de Asia (IBA); (港基國際銀行).  Ahmet D. Arsan fue el oficial jefe ejecutivo fundador y director gerente del Banco Internacional de Asia (IBA) de 1985 a 1989, después de lo cual Arsan dejó el IBA y estableció una firma comercial con sede en Hong Kong. Mike Murad devino el nuevo CEO en 1988 y lideró una asombrosa transformación durante 19 años.
En 1990, luego de la partida de Arsan, la ABC adquirió el 25% restante de las acciones del IBA, haciendo del IBA una filial completamente poseída por la ABC, hasta octubre de 1993 cuando el Grupo Everbright de China devino poseedor de un 20% de la participación.  En noviembre de 1990 el IBA comenzó a cotizar en la Bolsa de valores de Hong Kong.
En febrero de 2004 el Conglomerado Financiero Fubon, compañía de responsabilidad limitada, un miembro de la institución financiera taiwanesa Grupo Fubon, adquirió un 75% de participación en el capital del IBA, después de adquirar acciones tanto de la ABC como del Grupo Everbright de China. El asesor de la fusión fue Citigroup Mercados Globales.
En el 2005, durante la reunión general anual del Grupo Fubon, la junta directiva aprobó el uso del nombre Fubon para el IBA. El 6 de abril de 2005 el IBA fue rebautizado como Banco Fubon (Hong Kong) Limitado.
El Banco Fubon (Hong Kong) Limitado opera 25 puntos de atención minorista en Hong Kong, incluyendo 22 sucursales y 3 Centros de Servicios Bursátiles, y proporciona una amplia gama de servicios financieros que abarcan servicios al consumidor y banca mayorista, gestión patrimonial, mercados financieros, compras a plazos, corretaje de seguros y servicios de inversión. El Banco Fubon cotiza en la Bolsa de Valores de Hong Kong (código accionario: 636) y está calificada como A-2 en el corto plazo y BBB+ en el largo plazo según la valoración de S&P (Standard & Poor's).  El índice refleja la alta capitalización del Banco Fubon, su buena liquidez y la solidez de sus activos.

## Cronología
- 1985: la Corporación Bancaria Árabe (ABC) adquiere de la familia Fung King-Hey el 75% de la Sun Hung Kai Compañía Financiera.
- 1986: el banco es rebautizado como Banco Internacional  de Asia (IBA).
- 1990: la ABC adquiere el restante 25% y el IBA deviene completamente una filial del ABC.
- 1993: El Grupo Everbright de China adquiere un 20% de las acciones del IBA. El IBA comienza a cotizar en la Bolsa de valores de Hong Kong.
- 2004: el Conglomerado Financiero Fubon de Taiwán adquiere de la Corporación Bancaria Árabe (ABC) una porción del 55% de las acciones del IBA. Más tarde  adquiere un 20% de China Everbright y deviene poseedor de un 75% de las acciones del IBA.
- 2005: El banco es rebautizado como Banco Fubon (Hong Kong) Limitado.